# Quiasma óptico

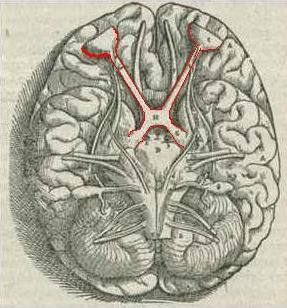
O quiasma óptico (em vermelho).

O quiasma óptico é uma estrutura em formato de X formada pelo encontro de dois nervos ópticos.
Localiza-se na parte anterior do assoalho do III ventrículo. Recebe as fibras dos nervos ópticos, que ai cruzam em parte e continuam nesse trato que se dirigem aos corpos geniculados laterais. 
Como resultado temos que cada hemisfério cerebral recebe informações sobre o campo visual contralateral de ambos os olhos. Ver olho.

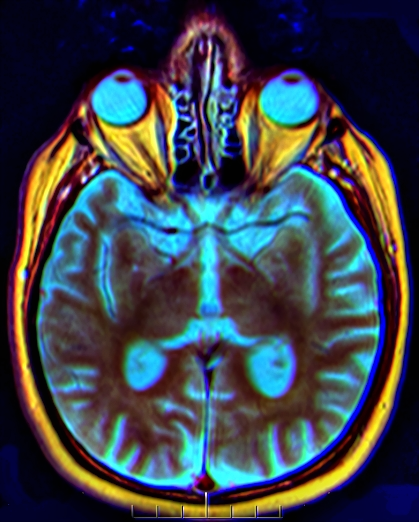

Doença relacionada com o quiasma óptico: cegueira